# Lúčka (powiat Lewocza)
Lúčka – słowacka wieś i gmina (obec) w powiecie Lewocza w kraju preszowskim. W 2011 roku zamieszkiwało ją 125 osób.

## Historia
Pierwsze wzmianki o wsi pochodzą z 1273 roku.

## Geografia
Centrum wsi leży na wysokości 510 m n.p.m. Gmina zajmuje powierzchnię 3,933 km².